# العلاقات الآيسلندية الزيمبابوية
العلاقات الآيسلندية الزيمبابوية هي العلاقات الثنائية التي تجمع بين آيسلندا وزيمبابوي.

## مقارنة بين البلدين
هذه مقارنة عامة ومرجعية للدولتين:
| وجه المقارنة                                              | آيسلندا          | زيمبابوي |
| --------------------------------------------------------- | ---------------- | --- |
| المساحة (كم2)                                             | 103.00 ألف       | 390.76 ألف |
| عدد السكان (نسمة)                                         | 317.35 ألف       | 16.53 مليون |
| الكثافة السكانية (ن./كم²)                                 | 3.08             | 42.3 |
| العاصمة                                                   | ريكيافيك         | هراري |
| اللغة الرسمية                                             | اللغة الآيسلندية | لغة إنجليزية، اللغة الشونا، النديبيلية الشمالية ‏، لغة الشيشيوا، Barwe ‏، Kalanga language ‏، Tshwa language ‏، النداو ‏، اللغة التسونجا، لغة الإشارة الزيمبابوية ‏، اللغة السوتية، تونغا ‏، اللغة التسوانية، اللغة الفيندية، اللغة الكوسية |
| العملة                                                    | كرونة آيسلندية   | دولار أمريكي |
| الناتج المحلي الإجمالي (بليون دولار)                      | 23.91 مليار      | 17.85 مليار |
| الناتج المحلي الإجمالي (تعادل القوة الشرائية) بليون دولار | 15.79 مليار      | 27.88 مليار |
| الناتج المحلي الإجمالي الاسمي للفرد دولار أمريكي          | 50.17 ألف        | 924 |
| الناتج المحلي الإجمالي للفرد دولار أمريكي                 | 46.55 ألف        | 1.79 ألف |
| مؤشر التنمية البشرية                                      | 0.899            | 0.509 |
| رمز المكالمات الدولي                                      | +354             | +263 |
| رمز الإنترنت                                              | .is              | .zw |
| المنطقة الزمنية                                           | 00، أوروبا/لندن ‏ | ت ع م+02:00 |

## منظمات دولية مشتركة
يشترك البلدان في عضوية مجموعة من المنظمات الدولية، منها:
| علم المنظمة | اسم المنظمة                               | تاريخ انضمام آيسلندا | تاريخ انضمام زيمبابوي |
| ----------- | ----------------------------------------- | -------------------- | --------------------- |
|             | مؤسسة التنمية الدولية                     | 19 مايو 1961         | 29 سبتمبر 1980        |
|             | الأمم المتحدة                             | 19 نوفمبر 1946       | 25 أغسطس 1980         |
|             | منظمة التجارة العالمية                    | ?                    | ?                     |
|             | منظمة الشرطة الجنائية الدولية             | ?                    | ?                     |
|             | المركز الدولي لتسوية المنازعات الاستشارية | 14 أكتوبر 1966       | 19 يونيو 1994         |
|             | الاتحاد الدولي للاتصالات                  | 1 أكتوبر 1906        | 10 فبراير 1981        |
|             | الفريق المعني برصد الأرض                  | ?                    | ?                     |
|             | البنك الدولي للإنشاء والتعمير             | 27 ديسمبر 1945       | 29 سبتمبر 1980        |
|             | الاتحاد البريدي العالمي                   | ?                    | ?                     |
|             | منظمة حظر الأسلحة الكيميائية              | ?                    | ?                     |
|             | مؤسسة التمويل الدولية                     | 20 يوليو 1956        | 29 سبتمبر 1980        |
|             | وكالة ضمان الاستثمار متعدد الأطراف        | 25 سبتمبر 1998       | 10 أبريل 1992         |
|             | يونسكو                                    | 8 يونيو 1964         | 22 سبتمبر 1980        |

## وصلات خارجية
- موقع وزارة الخارجية الآيسلندية
- موقع وزارة الخارجية الزيمبابوية